# ليفوبوبيفاكائين
ليفوبوبيفاكائين (بالإنجليزية: Levobupivacaine)‏ هو دواء يُستعمل في علاج:
- ألم[8]

## دوره
يلعب هذا الدواء دورًا في علاج الأمراض كونه:
- مخدر موضعي